# VMEbus

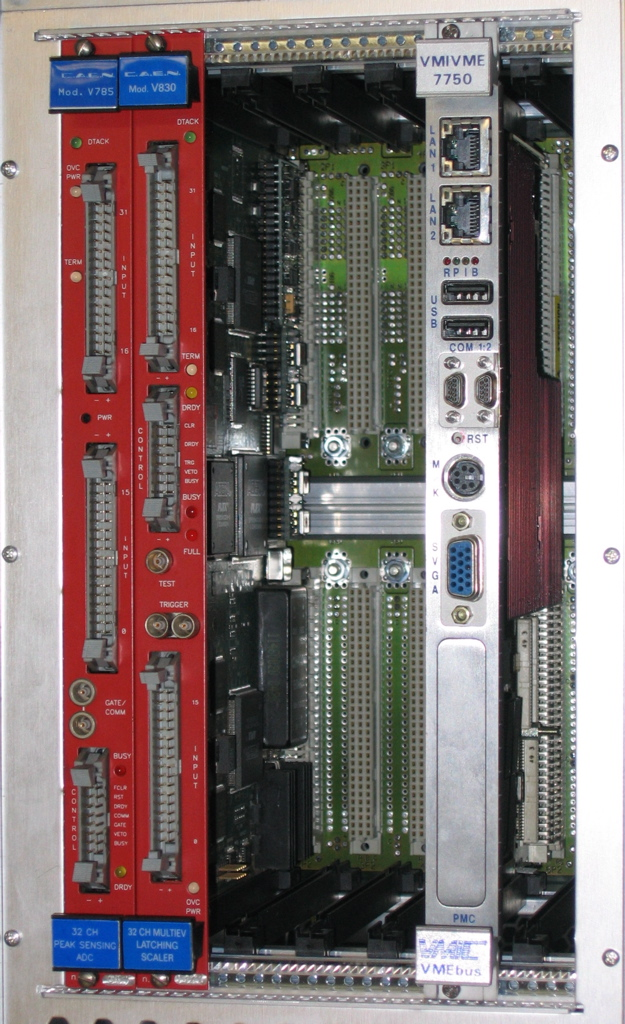
Rack VME64 cu modul ADC

VMEbus (Versa Module Europa sau Versa Module Eurocard) este un standard de magistrală ce provine din magistrala Versabus, utilizată la primele sisteme bazate pe linia de procesoare Motorola 68000. Ulterior, magistrala Versabus a fost adaptată sub denumirea VERSAbus-E pentru formatul plăcilor dublu Eurocard (160 x 200 mm), format devenit standard pentru calculatoarele industriale. Noua magistrală, anunțată în anul 1981 și proiectată în colaborare cu firmele Mostek, Signetics/Philips și Thomson-CSF, a fost denumită VME. A fost standardizată în 1987 ca IEEE 1014-1987. Standardul original specifică o magistrală de 16 biți, însă a fost extins o dată cu specificația VME64 la 32 și 64 biți. VMEbus a fost utilizat pentru a dezvolta standarde înrudite ca VXIbus, VPX și STEbus. 

## Caracteristici
Toate dispozitivele conectate la magistrala VME suportă DMA (Direct Memory Access) și sunt definite ca tip master sau slave. Structura funcțională constă din logica de interfață, patru magistrale sau grupuri de linii, și mai multe module funcționale asociate cu acestea.
Cele patru magistrale sunt:
- Magistrala pentru transferul de date -  dispune de linii nemultiplexate pentru adrese și date. Aceasta asigură creșterea performanțelor la executarea ciclurilor de transfer singular, când se transmite o adresă, după care se citește sau se scrie data. Magistrala pentru transferul de date constă din 32 linii de date, 32 linii de adrese, 6 linii de modificare a adresei, care definesc tipul ciclului de magistrală, și 5 linii de control. Modulele funcționale ale acestei magistrale cuprind modulele master și slave, un modul monitor și un modul de tip ceas.

- Magistrala pentru întreruperi - constă din 7 linii de cerere de întrerupere, IRQ 1 ... IRQ 7, o linie de achitare a întreruperilor, IACK, și o conexiune de tip daisy chain pentru achitarea întreruperilor.

- Magistrala de arbitraj - aceasta selectează modulul master sau modulul de gestiune a întreruperilor care va putea utiliza magistrala pentru transferul de date. Magistrala de arbitraj constă din 4 linii de cerere a magistralei, BR 0 ... BR 3, 4 linii de acordare, BG 0 IN ... BG 3 IN, și două linii numite Bus Busy (BBSY) și Bus Clear (BCLR).

- Magistrala utilitară - conține două linii pentru semnale de ceas, o linie de resetare a sistemului, o linie de date pentru magistrala serială, o linie de detectare a căderii tensiunii de alimentare și o linie pentru indicarea a unei erori de sistem.

Modulul de ceas al sistemului furnizează un semnal de ceas SYSCLK de 16 MHz, util pentru diferite funcții care necesită o referință de timp.
| IEEE-1014 | 40 Mbyte/sec           |
| VME64     | 80 Mbyte/sec           |
| VME64x    | 160 Mbyte/sec          |
| VME320    | 320 ... 500+ Mbyte/sec |

## Sisteme de operare care folosesc VMEbus
- Unix-like
- Oracle Solaris
- SunOS
- BSD
- AT&T
- Linux
- WinTel
- DOS
- eComStation
- Real Time OS

## Aplicații VMEbus
VME este o magistrală cu performanțe ridicate, utilizată pe scară largă mai ales pentru aplicații industriale și o gamă largă de sisteme de calcul, de la mici sisteme de dezvoltare, la sisteme multiprocesor. În multe cazuri, proiectarea sistemului VMEbus a fost adaptată pentru a susține și aplicații specializate. 
- IT: sisteme de operare, routere de rețea, servere, copiatoare și imprimante de mare viteză.
- Industrie: automatizarea proceselor, robotică, mașini de turnat prin injecție, asamblarea și vopsirea caroseriei auto, prelucrarea metalelor, fabricarea oțelului etc.
- Armată: sisteme de comandă și control radar, comenzi ale armamentului, comunicații.
- Inginerie aerospațială: sisteme de control fly-by-wire, sisteme de divertisment în timpul zborului, control al navei spațiale, secvențieri cu numărătoare inversă a rachetelor. În 1998, Mars Pathfinder a folosit un computer VMEbus pentru a controla funcționarea navelor spațiale pe planeta Marte.
- Transport: comenzi feroviare, sisteme inteligente de autostradă și sisteme de tranzit cu metroul ușor.
- Telecomunicații: rețele inteligente, stații de bază pentru telefonie mobilă, comunicații prin satelit, comutatoare telefonice.
- Simulatoare: aeronautică, cutremur, rezistență la oboseală a metalelor, diverse sisteme militare de simulare.
- Medicină: imagistică CT scan, RMN și diverse sisteme acustice.
- Fizica energiilor înalte: acceleratoare de particule, detectoare de particule.[2]